# Komunistyczna Partia Słowacji
Komunistyczna Partia Słowacji (Komunistická strana Slovenska, KSS) – słowacka partia polityczna założona w 1992. W latach 2002–2006 ugrupowanie reprezentowane było Radzie Narodowej Republiki Słowackiej. Od 2006 znajduje się poza parlamentem. Od 2006 przewodniczącym partii jest Jozef Hrdlička.

## Historia

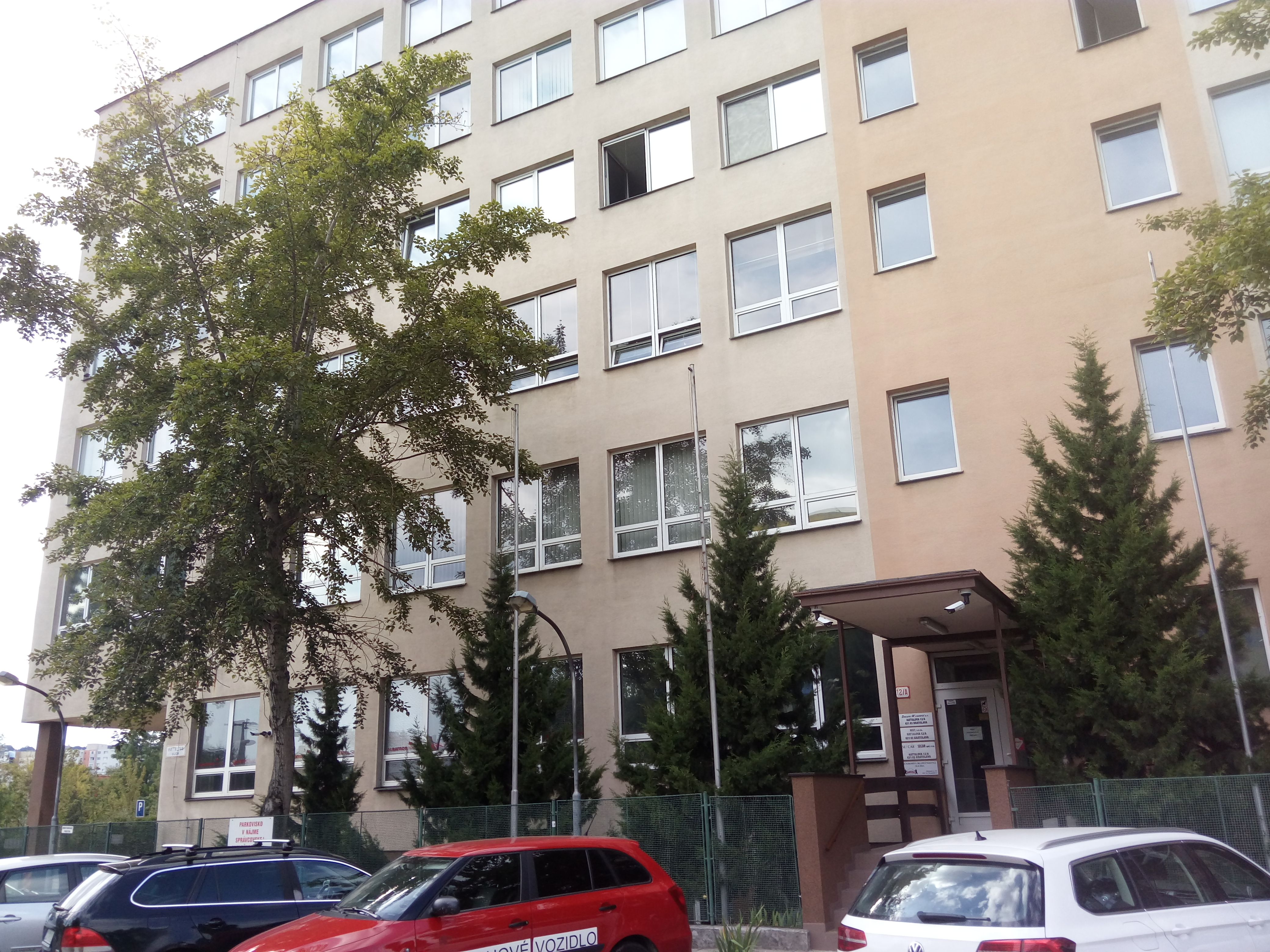
Siedziba KSS w Bratysławie

Zjazd założycielski Komunistycznej Partii Słowacji odbył się 29 sierpnia 1992 w Bańskiej Bystrzycy. W wyborach parlamentarnych w 1992 (23 349 głosów), 1994 (78 419 głosów) i 1998 (94 015 głosów) KSS bezskutecznie próbowała wejść do słowackiego parlamentu.
W wyborach parlamentarnych w 2002 partia uzyskała 181 872 głosów, co przełożyło się na 6,33% poparcia. W słowackiej Radzie Narodowej KSS reprezentowało 11 deputowanych. Ugrupowanie znajdowało się w opozycji do rządu premiera Mikuláša Dzurindy. W wyborach parlamentarnych w 2006 Komunistyczna Partia Słowacji zdobyła jedynie 89 418 głosów (3,88% poparcia), tym razem nie przekraczając progu wyborczego.
W wyborach parlamentarnych w 2010 (21 104 głosy), w 2012 (18 583 głosy) i 2016 (16 278 głosów) Komunistyczna Partia Słowacji po raz kolejny bezskutecznie próbowała wejść do parlamentu.
KSS czterokrotnie bezskutecznie uczestniczyła w wyborach do Parlamentu Europejskiego: w 2004 (31 908 głosów), 2009 (13 643 głosów), 2014 (8 510 głosów) i 2019 (6 199 głosów). Przed ostatnimi z nich Komunistyczna Partia Słowacji zawiązała koalicję z ugrupowaniem VZDOR – strana práce.

## Przewodniczący

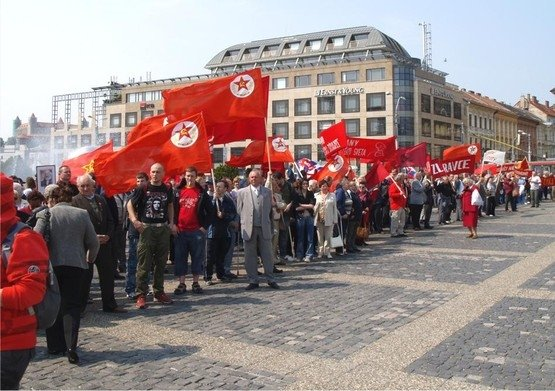
Demonstracja działaczy Komunistycznej Partii Słowacji w 2012

- Vladimír Ďaďo (1992–1998)
- Jozef Ševc (1998–2006)
- Jozef Hrdlička (od 2006)

## Liczba działaczy partii
- 8 654 (2007)[8]
- 1 769 (2016)[9]
- 1 793 (2017)[10]

## Współpraca międzynarodowa
Komunistyczna Partia Słowacji jest obserwatorem Partii Europejskiej Lewicy. Należy również do Initiative of Communist and Workers' Parties.